# Ernesto Basile

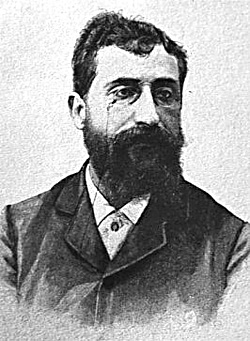
Ernesto Basile

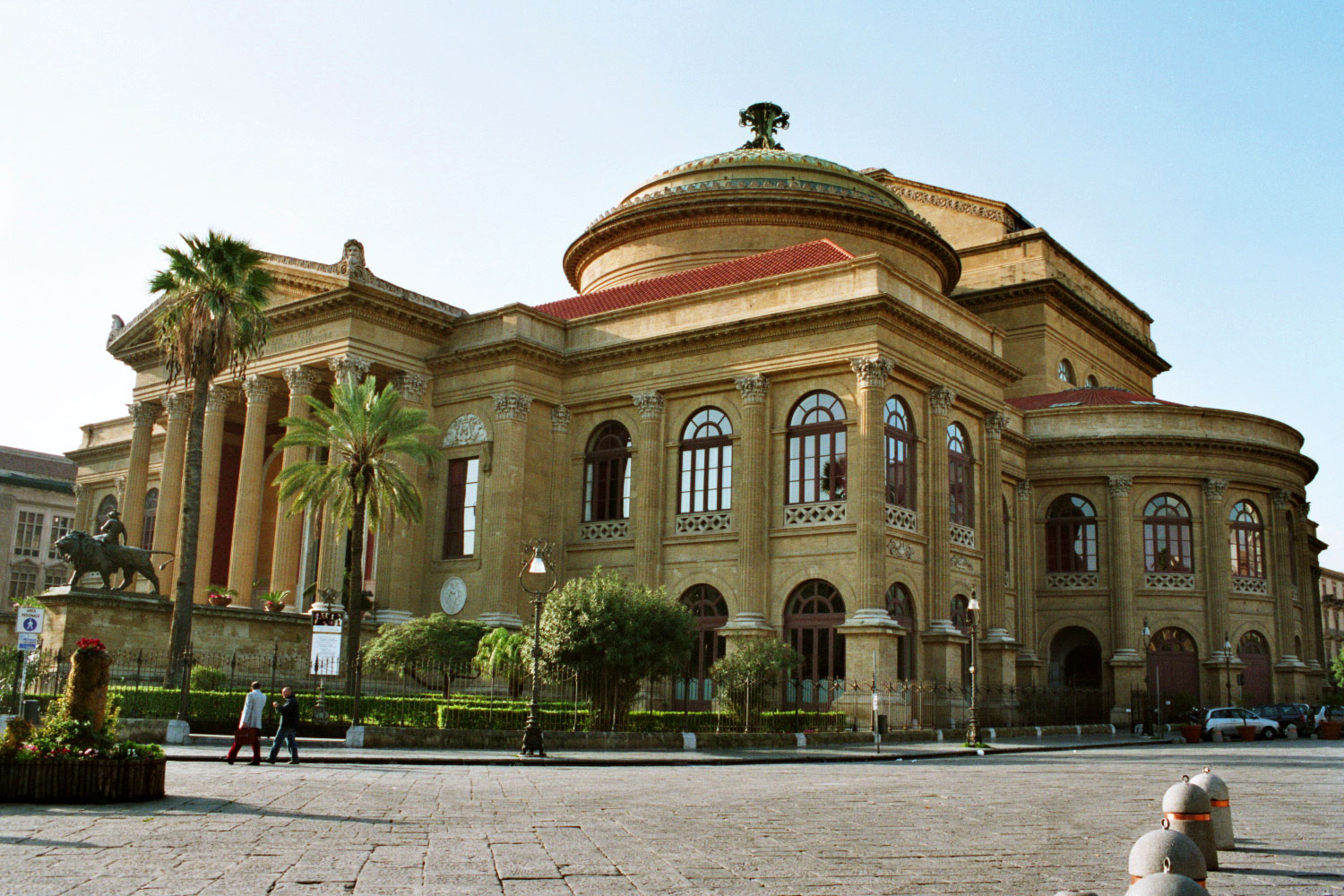
Teatro Massimo in Palermo

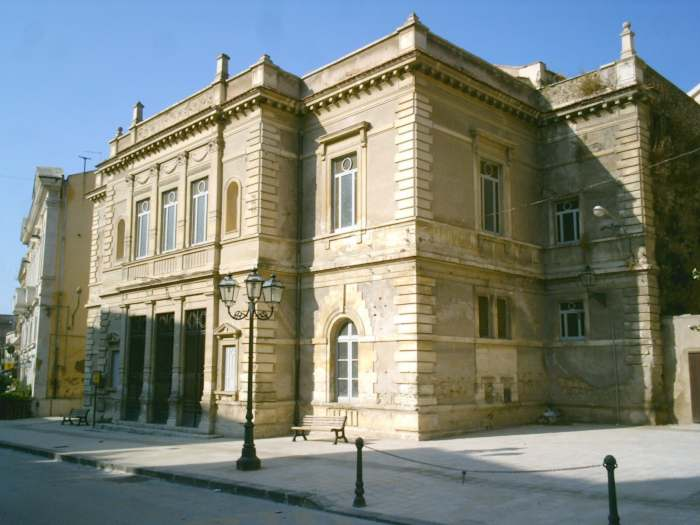
Teatro Sociale in Canicatti

Ernesto Basile (* 31. Januar 1857 in Palermo; † 26. August 1932 ebenda) war ein italienischer Architekt des Jugendstils.

## Biographie
Basile wurde als Sohn des Architekten Giovanni Battista Filippo Basile geboren. Er studierte bei seinem Vater an der Universität Palermo, dessen Assistent er nach der laurea 1878 wurde. Von 1881 bis 1890 war er Assistent von Enrico Guy an der Universität Rom, wo er 1883 die libera docenza (Habilitation) erlangt. Den Architekturlehrstuhl des Vaters in Palermo übernahm er 1890. 1888 beauftragte ihn die brasilianische Regierung mit Planungen in Rio de Janeiro. Basile war Grand'Ufficiale des Ordens der Krone von Italien und commendatore des Ritterordens der hl. Mauritius und Lazarus. Viele seiner Bauwerke, vorwiegend Paläste und Villen im Jugendstil, befinden sich auf Sizilien.

## Bauwerke in Palermo
Zu den bekanntesten Bauwerken zählt das Teatro Massimo in Palermo. Der Bau wurde ab 1875 noch unter der Leitung des Vaters begonnen und nach dessen Tod 1897 von Basile fertiggestellt.
Ebenfalls in Palermo befinden sich unter anderem die Villen Villino Florio, erbaut 1899–1902, Villino Ida ed Ernesto Basile, erbaut 1903–1904 als Wohnsitz für die eigene Familie, Villa dei Principi Deliella, erbaut 1905–1907, und die Kirche Chiesa di Santa Rosalia, erbaut 1928.

## Weitere Bauwerke
- Villino Basile in Santa Flavia, erbaut 1874–1878 noch in Zusammenarbeit mit dem Vater
- Teatro Sociale, erbaut 1889–1908, und Villa Firriato in Canicattì
- Nordfassade des Palazzo Montecitorio in Rom, umgebaut ab 1902
- Palazzo municipale in Licata, Rathaus erbaut 1906
- Palazzo Bruno di Belmonte in Ispica, Rathaus erbaut 1906